# Bit-Banging
Unter Bit-Banging versteht man eine Technik, die mittels Software und I/O-Leitungen eine Hardware-Schnittstelle emuliert, die gewöhnlich mit einem spezifischen Peripherie-Baustein realisiert wird. Auf einem PC können sowohl die serielle als auch die parallele Schnittstelle genutzt werden. Bei Mikrocontrollern nutzt man die I/O-Pins.
Das Bit-Banging-Verfahren kann dann sinnvoll sein, wenn eine bestimmte Schnittstelle nicht in Hardware vorhanden ist, z. B. hat kein Standard-PC ein SPI, oder wenn bei Mikrocontrollern eine Ressource bereits belegt ist. Besonders häufig dient Bit-Banging der Kosteneinsparung durch Ersetzen relativ teurer Peripheriebausteine.
Eine Vielzahl von Schnittstellen kann durch Bit-Banging emuliert werden. Hier einige Beispiele:
- SPI, synchrone serielle Schnittstelle
- UART, asynchrone serielle Schnittstelle – wird dann auch als „Software-UART“ bezeichnet
- 1-Wire, Eindraht-Schnittstelle
- LC-Display (z. B. HD44780)
- I²C, synchrone serielle Schnittstelle
- Decodierung der Leitungscodes für TV-Fernbedienungen
- Digital-Analog-Umsetzer, mittels PWM und RC-Siebglied

Entsprechend der Komplexität des Schnittstellen-Protokolls kommen unterschiedliche Methoden zum Einsatz. Die einfachste Art ist das Polling. Der Prozessor fragt, so oft er kann, Änderungen an den I/O-Leitungen ab. Ist ein bestimmtes Zeitverhalten einzuhalten, benutzt man Warteschleifen oder Timer-Funktionen. Die Nutzung der Interrupt-Leitungen reduziert weiter die Prozessorauslastung. Speziell zur Erzeugung eines PWM-Signals dienen häufig die direkten Timer-Ausgänge. Trickreich ist die Aufwertung einer einfacheren Schnittstelle zu einem komplexen Protokoll.
Nachteile des Bit-Bangings sind die hohe Prozessorauslastung, der erhöhte Softwareaufwand und meist starkes Jitter beim Zeitverhalten. Einige Schnittstellen, etwa SPI, sind dagegen immun, andere, etwa UART, haben strikte Zeitforderungen.

## Programmbeispiel in C
Im folgenden Fragment in der Programmiersprache C ist der Sendeteil einer synchronen seriellen Schnittstelle (SPI) mittels Bit-Banging dargestellt. Die I/O-Pins sind als SD_CS (Chip Select), SD_DI (Data) und als SD_CLK (Clock) bezeichnet.
```
// transmit byte serially, MSB first

void
 
send_8bit_serial_data
(
unsigned
 
char
 
data
)

{

   
int
 
i
;

   
// select device

   
output_high
(
SD_CS
);

   
// send bits 7..0

   
for
 
(
i
 
=
 
0
;
 
i
 
<
 
8
;
 
i
++
)

   
{

       
// consider leftmost bit

       
// set line high if bit is 1, low if bit is 0

       
if
 
(
data
 
&
 
0x80
)

           
output_high
(
SD_DI
);

       
else

           
output_low
(
SD_DI
);

       
// pulse clock to indicate that bit value should be read

       
output_low
(
SD_CLK
);

       
delay
();

       
output_high
(
SD_CLK
);

       
// shift byte left so next bit will be leftmost

       
data
 
<<=
 
1
;

   
}

   
// deselect device

   
output_low
(
SD_CS
);

}

```